# Jules Audy
Jules Audy, (Montreal, 2 de septiembre de 1912) fue un ciclista canadiense, que se especializó en las carreras de seis días de las cuales consiguió 14 victorias, 9 de las cuales con su compatriota William Peden.

## Palmarés
- 1931
  - 1º en los Seis días de Minneapolis (con William Peden)
- 1932
  - 1º en los Seis días de Montreal (con William Peden)
  - 1º en los Seis días de Chicago (con William Peden)
  - 1º en los Seis días de Minneapolis (con William Peden)
- 1933
  - 1º en los Seis días de Cleveland (con Piet van Kempen)
- 1934
  - 1º en los Seis días de Montreal (con William Peden)
  - 1º en los Seis días de Toronto (con William Peden)
  - 1º en los Seis días de Pittsburgh (con William Peden)
  - 1º en los Seis días de Milwaukee (con William Peden y Henri Lepage)
- 1935
  - 1º en los Seis días de Oakland (con Reginald Fielding)
- 1937
  - 1º en los Seis días de Louisville (con William Peden)
  - 1º en los Seis días de Pittsburgh (con Heinz Vopel)
  - 1º en los Seis días de Filadelfia (con Henri Lepage)
- 1942
  - 1º en los Seis días de Milwaukee (con Cecil Yates)